# Еркан Колчак Кьостенділь
Еркан Колчак Кьостенділь (тур. Erkan Kolçak Köstendil, нар. 16 січня 1983, Бурса, Туреччина) — турецький актор і режисер.

## Життєпис та кар'єра
Кьостенділь народився в 1983 році у місті Бурса. Він є випускником середньої школи імені Ататюрка в Бурсі. Під час навчання в школі був членом футбольної команди «Бурсаспор».
Еркан розпочав свою акторську кар'єру в театрі «Tuncay Özinel», зігравши низку ролей у таких п'єсах, як «AuT» та «Karşı Cinsle Tanışma Sanatı».
У 2009 році актор написав сценарій і зняв серіал «Mukadderat», який транслювався в мережі Facebook. У тому ж році він отримав роль в гостросюжетному серіалі «M.A.T» і зіграв персонажа Емре.
У 2010 році він написав сценарій та відзняв короткометражний фільм «Vakit», який отримав нагороди на 4-му фестивалі короткометражних фільмів «Sinepark», фестивалі короткометражних фільмів «Eskişehir Kral Midas» і 47-му міжнародному кінофестивалі в Анталії.
Кьостенділь також написав сценарій до художнього фільму «Torbacının Esrarı», який знімали в Амстердамі та Стамбулі. Його четвертою короткометражною роботою стала «Сума», яка вийшла у 2018 році та була визнана однією з найкращих комедійних робіт Туреччини на кінопремії Лос-Анджелеса.

## Ролі у театрі
- Kalp Düğümü — Ремісничий театр[5]
- AuT — Театр İkincikat
- Karşı Cinsle Tanışma Sanatı — віртуальний театр Isparta
- 12 Numaralı Adam

## Фільмографія

### Веб-серіали
| Рік      | Назва         | Роль     | Примітки |
| -------- | ------------- | -------- | -------- |
| 2017 рік | Гьорюнен Адам | Куртулуш |          |
| 2023 рік | Yaratılan     | İhsan    |          |

### Телесеріали
| Рік            | Назва                            | Роль                               | Примітки        |
| -------------- | -------------------------------- | ---------------------------------- | --------------- |
| 2002 рік       | Yılan Hikayesi                   | Гамбургерниця                      | Другорядна роль |
| 2005 рік       | Куртлар Вадісі                   | Товариш Мематі                     | Другорядна роль |
| 2009–2012 роки | Sakarya Fırat                    | Ер Махмут Каракум                  | Другорядна роль |
| 2012 рік       | Бабалар ве Евлатлар              | Айхан                              | Другорядна роль |
| 2013 рік       | Милосердя                        | Мехмет                             | Другорядна роль |
| 2014–2015 роки | Улан Стамбул                     | Карлос Невізаде                    | Головна роль    |
| 2015–2016 роки | Величне століття. Нова володарка | Шахін Гірей Хан                    | Другорядна роль |
| 2016 рік       | Familya                          | Топрак Бейоглу                     | Головна роль    |
| 2017 рік       | Bir Deli Sevda                   | Мехмет Гекденіз                    | Головна роль    |
| 2017–2021 роки | Çukur                            | Вартолу Саадеттін / Саліх Кочували | Головна роль    |
| 2019 рік       | Çarpışma                         | Вартолу Саадеттін / Саліх Кочували | Гостьова роль   |
| 2023 рік       | Ne Gemiler Yaktım                | Топрак                             | Головна роль    |

### Фільми
| Рік      | Назва                  | Роль               | Примітки        |
| -------- | ---------------------- | ------------------ | --------------- |
| 2008 рік | Ґюз Санчісі            | Демонстратор       | Другорядна роль |
| 2009 рік | M.A.T                  | Емре               |                 |
| 2009 рік | Мелеклер і Кумарбазлар | Чайник             | Другорядна роль |
| 2009 рік | Mukadderat             |                    |                 |
| 2014 рік | İtirazım Var           | Супермен           | Другорядна роль |
| 2014 рік | Yağmur: Kıyamet Çiçeği | Şenol              | Головна роль    |
| 2015 рік | Yok Artık!             | Таксист Фікрет     | Головна роль    |
| 2015 рік | Кара Бела              | Гювен              | Головна роль    |
| 2017 рік | Babam                  | Деніз              | Головна роль    |
| 2017 рік | Put Şeylere            |                    | Головна роль    |
| 2018 рік | Müslüm                 | Власник павільйону | Другорядна роль |
| 2019 рік | Сібель                 | Алі                | Головна роль    |
| 2019 рік | Türk İşi Dondurma      | Верблюжник Алі     | Головна роль    |
| 2022 рік | Heartsong              | Піроз              | Головна роль    |
| 2022 рік | Bandırma Füze Kulübü   | Некати             | Головна роль    |
| 2022 рік | Tamirhane              | Ідріс              | Головна роль    |

## Дискографія
Сингли
- 2018: «Nemrudun Kızı» (feat. Mustafa Kırantepe)
- 2020: «Дояна Доймаяна Попкек III»